# 新加坡外交部
新加坡外交部（英語：Ministry of Foreign Affairs），缩写为MFA，是新加坡政府负责执行和处理新加坡和其他国家或地区之间外交关系的一个下辖部门。它的首领是外交部长，现任外交部长是维文博士。

## 簡介
新加坡外交部成立于1965年，现在拥有40个海外机构，包括7个最高专员公署，17个大使馆，2个常驻联合国代表团，14个领事馆。新加坡政府已经任命24名荣誉总领事先生和21名新加坡驻外大使。外交部领事帮助推广新加坡旅游、海外工作和学习。
新加坡和182个国家或地区建立了外交关系。在新加坡，有55个常驻外国使馆和最高专员公署，39个外国领事馆和8个国际组织总部。此外，60多个外国大使常驻新加坡。

## 历任部长
| 图像       | 部长                                  | 任期开始      | 任期结束      | 政党 | 政党       | 内阁届次   |
| ---------- | ------------------------------------- | ------------- | ------------- | ---- | ---------- | ---------- |
|            | 拉惹勒南 S. Rajaratnam சின்னத்தம்பி ராஜரத்னம் | 1965年8月9日  | 1980年5月30日 |      | 人民行动党 | 李光耀 (2) |
| 李光耀 (3) | 拉惹勒南 S. Rajaratnam சின்னத்தம்பி ராஜரத்னம் | 1965年8月9日  | 1980年5月30日 |      | 人民行动党 |            |
| 李光耀 (4) | 拉惹勒南 S. Rajaratnam சின்னத்தம்பி ராஜரத்னம் | 1965年8月9日  | 1980年5月30日 |      | 人民行动党 |            |
| 李光耀 (5) | 拉惹勒南 S. Rajaratnam சின்னத்தம்பி ராஜரத்னம் | 1965年8月9日  | 1980年5月30日 |      | 人民行动党 |            |
|            | 丹那巴南 S. Dhanabalan சு. தனபாலன்       | 1980年6月1日  | 1988年9月12日 |      | 人民行动党 |            |
| 李光耀 (6) | 丹那巴南 S. Dhanabalan சு. தனபாலன்       | 1980年6月1日  | 1988年9月12日 |      | 人民行动党 |            |
| 李光耀 (7) | 丹那巴南 S. Dhanabalan சு. தனபாலன்       | 1980年6月1日  | 1988年9月12日 |      | 人民行动党 |            |
|            | 黄根成 Wong Kan Seng                  | 1988年9月13日 | 1994年1月1日  |      | 人民行动党 | 李光耀 (8) |
| 吴作栋 (1) | 黄根成 Wong Kan Seng                  | 1988年9月13日 | 1994年1月1日  |      | 人民行动党 |            |
| 吴作栋 (2) | 黄根成 Wong Kan Seng                  | 1988年9月13日 | 1994年1月1日  |      | 人民行动党 |            |
|            | 贾古玛 S. Jayakumar சண்முகம் செயக்குமார்      | 1994年1月2日  | 2004年8月12日 |      | 人民行动党 |            |
| 吴作栋 (3) | 贾古玛 S. Jayakumar சண்முகம் செயக்குமார்      | 1994年1月2日  | 2004年8月12日 |      | 人民行动党 |            |
| 吴作栋 (4) | 贾古玛 S. Jayakumar சண்முகம் செயக்குமார்      | 1994年1月2日  | 2004年8月12日 |      | 人民行动党 |            |
|            | 杨荣文 George Yeo                     | 2004年8月13日 | 2011年5月20日 |      | 人民行动党 | 李显龙 (1) |
| 李显龙 (2) | 杨荣文 George Yeo                     | 2004年8月13日 | 2011年5月20日 |      | 人民行动党 |            |
|            | 尚穆根 K. Shanmugam காசிவிஸ்வநாதன் சண்முகம்    | 2011年5月21日 | 2015年9月30日 |      | 人民行动党 | 李显龙 (3) |
|            | 维文 Vivian Balakrishnan விவியன் பாலகிருஷ்ணன் | 2015年10月1日 | 现任          |      | 人民行动党 | 李显龙 (4) |
| 李显龙 (5) | 维文 Vivian Balakrishnan விவியன் பாலகிருஷ்ணன் | 2015年10月1日 | 现任          |      | 人民行动党 |            |
| 黄循财 (1) | 维文 Vivian Balakrishnan விவியன் பாலகிருஷ்ணன் | 2015年10月1日 | 现任          |      | 人民行动党 |            |
| 黄循财 (2) | 维文 Vivian Balakrishnan விவியன் பாலகிருஷ்ணன் | 2015年10月1日 | 现任          |      | 人民行动党 |            |